# Фањани Векија (Пескара)
Фањани Векија (итал. Fagnani Vecchia) је насеље у Италији у округу Пескара, региону Абруцо.
Према процени из 2011. у насељу је живело 15 становника. Насеље се налази на надморској висини од 105 м.